# Ikke Nurjanah
Hartini Erpi Nurjanah (o més conegut com a Ikke Nurjanah; Jakarta, Indonèsia, 18 de maig de 1974) és una cantant i actriu indonèsia de dangdut.
Va guanyar el premi a la millor solista femenina de dangdut a l'Anugerah Musik Indonesia de 1997.
El 2012 va publicar Diary Dangdut, un llibre escrit amb Umi Siregar, que explicava la seva carrera. El 2014 i el 2015 va ser jurat a Kontes Dangdut Indonesia (KDI) de l'MNCTV.
El gener de 2017, va ser jurat de la quarta temporada de Dangdut Academy a Indosiar. El 6 d'abril de 2018 va publicar un senzill, "Terhanyut Dalam Kemesraan".